# 정지우 (작가)
정지우(1966년 9월 17일 ~ )는 대한민국의 소설가이며 드라마 작가이다. 1988년 KBS 드라마 《날개》로 텔레비전 드라마 각본가로 데뷔하였다.

## 집필 작품

### 텔레비전 드라마
| 연도      | 제목                                 | 방송사 | 유형          | 연출          | 비고      |
| --------- | ------------------------------------ | ------ | ------------- | ------------- | --------- |
| 2017      | 브라보 마이 라이프                   | SBS    | 주말          | 정효          |           |
| 2013      | 못난이 주의보                        | SBS    | 일일          | 신윤섭 민연홍 |           |
| 2012      | 널 기억해                            | SBS    | 특집          | 정효          |           |
| 2010-2011 | 글로리아                             | MBC    | 주말          | 김민식        |           |
| 2010      | 별을 따다줘                          | SBS    | 월화          | 정효          |           |
| 2008-2009 | 가문의 영광                          | SBS    | 주말 특별기획 | 박영수        |           |
| 2007      | 완벽한 이웃을 만나는 법              | SBS    | 수목          | 조남국        |           |
| 2006      | 내 사랑 못난이                       | SBS    | 금요          | 신윤섭        |           |
| 2005-2006 | 들꽃                                 | SBS    | 아침          | 조남국        |           |
| 2004-2005 | 선택                                 | SBS    | 아침          | 김경호 장태유 |           |
| 2001      | 이별 없는 아침                       | SBS    | 아침          | 김수룡        |           |
| 1998      | 겨울 지나고 봄                       | SBS    | 아침          | 주일청        |           |
| 1997      | 단 한번의 노래                       | SBS    | 아침          | 구본근        |           |
| 1996      | 공옥진                               | SBS    | 특집          | 김수룡        |           |
| 1996      | 사랑의 이름으로                      | SBS    | 수목          | 김수룡        |           |
| 1994-1995 | 그대의 창                            | SBS    | 아침          | 김수룡        |           |
| 1993-1994 | 왕십리                               | KBS2   | 수목          | 홍성덕        |           |
| 1993      | 사랑과 우정                          | SBS    | 월화          | 고흥식        |           |
| 1993      | 베스트극장 - 용문동 대형             | MBC    | 단막          | 조중현        |           |
| 1993      | 베스트극장 - 금연주식회사            | MBC    | 단막          | 조중현        |           |
| 1992      | 베스트극장 - 내 노래에 날개가 있다면 | MBC    | 단막          | 김준호        |           |
| 1992      | 두 자매                              | MBC    | 아침          | 조중현        |           |
| 1991      | 엄마를 찾습니다                      | MBC    | 특집          | 조중현        | [ 1 ]     |
| 1990-1991 | 사람과 사람                          | MBC    | 토요          | 신호균 정인   | 작가 다수 |
| 1988      | 날개                                 | KBS    |               |               |           |

### 도서
- 《겨울나비》 (고려원, 1990, 장편)
- 《순분예술학교》 (고려원, 1991, 장편)
- 《그리운 얼굴로 돌아보라》 (고려원, 1993, 단편)
- 《사람들이 사는 곳엔 슬픈 이름이 있다》 전 3권 (삶과함께, 1994, 장편)
- 《슬픈 이름의 여자》 전 3권 (삶과함께, 1996, 장편)
- 《미요》 전 2권 (창공사, 1997, 장편)
- 《내 남자의 남자》 전 2권 (소담, 2000, 장편)

## 수상
- 2009년 제36회 한국방송대상 개인상부문 작가상 - 《가문의 영광》